# Chopper (motocicleta)

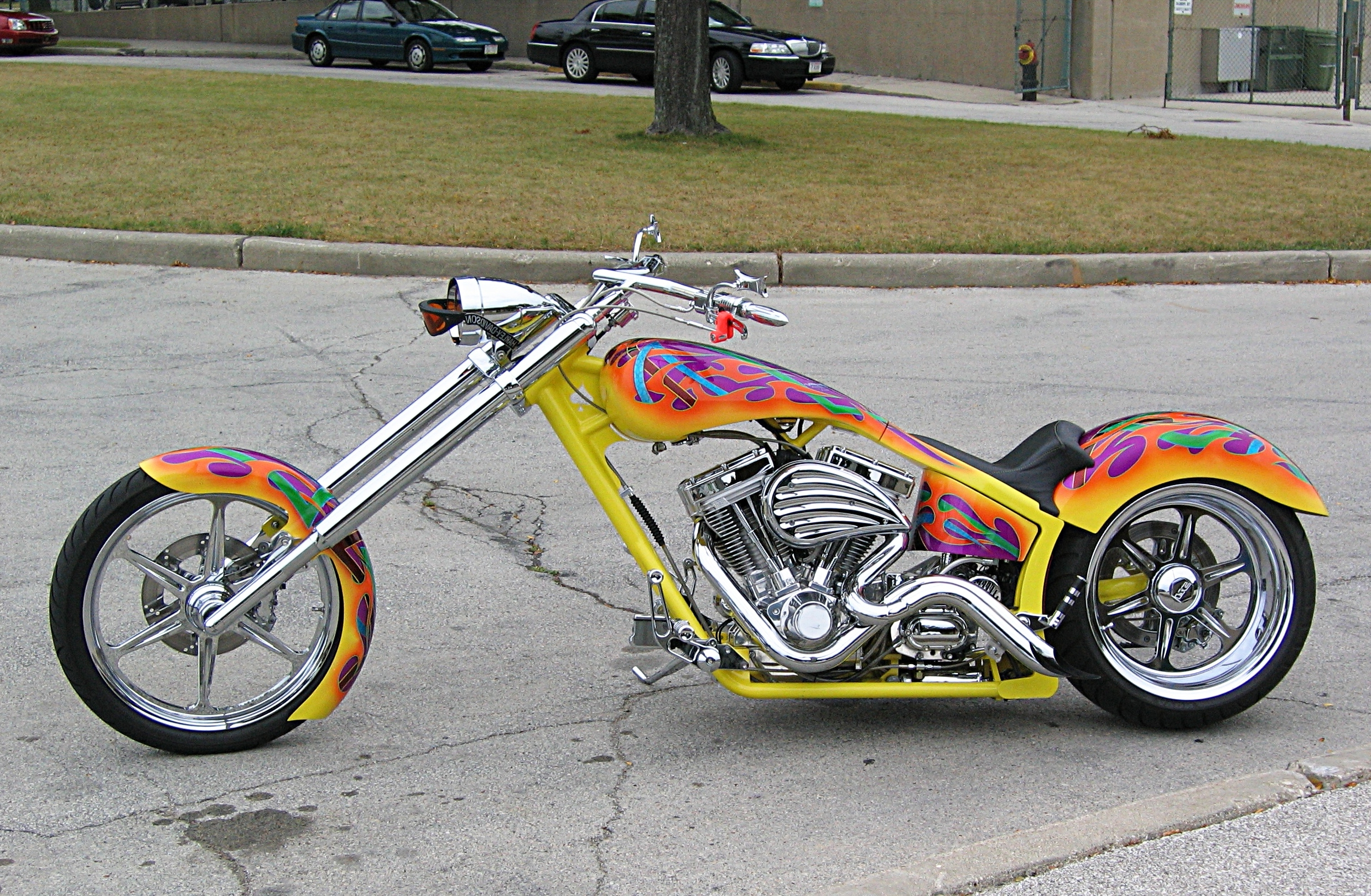
Uma chopper

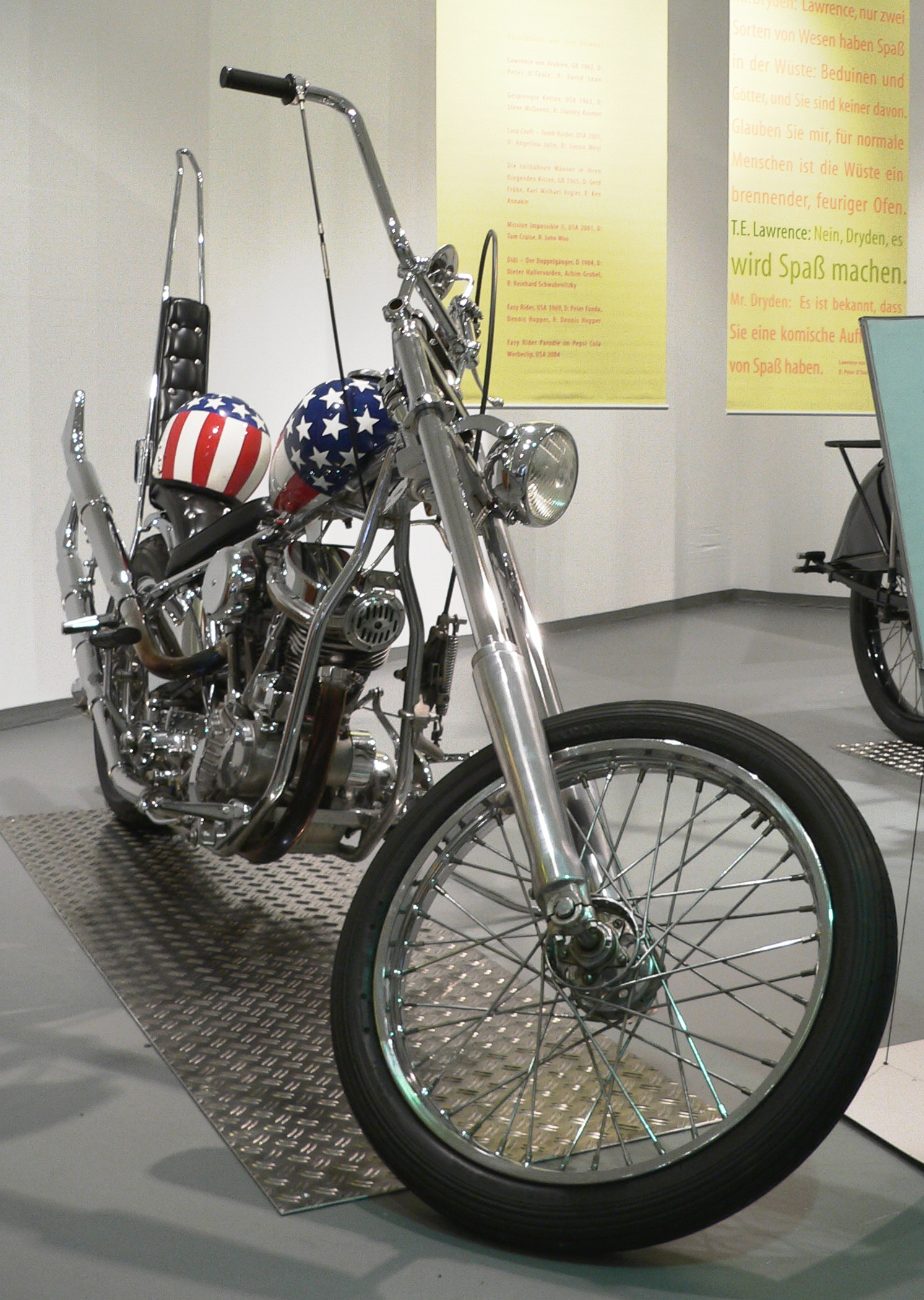
Chopper do filme Easy Rider

A chopper é uma motocicleta customizada de forma a deixar o sistema dianteiro do veículo modificado, principalmente com uso de garfos alongados. Que resulta em outros diferenciais, como o guidão com os mais diferentes formatos, a estrutura do quadro e, o formato dos bancos, sempre colados ao quadro, e os tanques.
Outra característica são suas peças cromadas, o visual minimalista e amortecedores compridos no eixo dianteiro. A busca por esta nova tendência, aliado a soldas caseiras e o desconhecimento sobre as propriedades do metal, ocasionaram muitos acidentes fatais nos primeiros anos desta nova cultura motorizada.

## Nomenclatura
O termo "chopper"  é derivado da palavra inglesa "chopping", significando picar, cortar.

## Surgimento
A tendencia chopper iniciou-se na década de 1960, tanto na Europa, como nos Estados Unidos. A partir da década de 1970, marcas japonesas iniciaram a produção deste tipo de motocicleta. Nos anos de 1980, este tipo de moto foi deixado de lado pelas montadoras, retornando a febre no final da década de 1990, muito em função de programas de televisão norte-americanos.

## Cultura popular
Filmes como Easy Rider disseminaram a cultura das chopper´s pelo mundo.